# Волково (Большесельский район)
Во́лково — деревня в Большесельском сельском поселении Большесельского района Ярославской области.

## География
Деревня расположена в юго-восточной части района, в среднем течении реки Юхоть, на расстоянии около 700 м к востоку от её правого берега, заболоченного и поросшего лесом. С севера и юга от деревни текут небольшие ручьи, впадающие в Юхоть. Наиболее крупная деревня в окрестностях Волково Миглино, стоящая на расстоянии 2,5 км к востоку, отделённая от Волково лесом. На расстоянии около 1,5 км к югу, вверх по Юхоти, стоит деревня Новосёлки. На таком же расстоянии в противоположную сторону к северу вниз по Юхоти ранее находилась деревня Кревино. Через Кревино идёт тропа длиной около 3 км, выходящая на дорогу Ярославль—Большое Село с регулярным сообщением. В западном направлении за рекой Юхоть находится деревня Артёмово. На расстоянии около 1 км к юго востоку от Волково за ручьем находятся руины Воскресенской церкви.

## История
Село Волкова указано на плане Генерального межевания Борисоглебского уезда 1792 года. На том же плане указан Воскресенский погост. Ручей между церковью и Волково на плане назван Вздериношка. Ручей протекающий с севера от Волкова на плане назван речка Смородинка. А деревня, стоящая к северу, названа не Кренево, а Гренева. В 1825 году Борисоглебский уезд был объединён с Романовским уездом. По сведениям 1859 года село относилось к Андреевской волости Романово-Борисоглебского уезда.

## Население
| 1859 | 1914 | 2002 | 2007 | 2010 |
| ---- | ---- | ---- | ---- | ---- |
| 60   | ↗70  | ↘2   | ↘0   | ↗1   |

По данным статистического сборника «Сельские населенные пункты Ярославской области на 1 января 2007 года», в деревне Волково не числится постоянных жителей.

## Достопримечательности
Близ деревни на Воскресенском погосте расположена недействующая Церковь Воскресения Христова (1781).